# 171 (số)
171 (một trăm bảy mươi mốt) là một số tự nhiên ngay sau 170 và ngay trước 172.